# Stéphane Trévisan
Stéphane Trévisan (Toulouse, Francia, 27 de marzo de 1974) es un futbolista francés, se desempeña como guardameta en el EA Guingamp a sus casi 40 años.

## Clubes
| Club                  | País    | Año         | Partidos | Goles |
| Toulouse FC           | Francia | 1995 - 1996 | 0        | 0     |
| EA Guingamp           | Francia | 1996 - 1999 | 20       | 0     |
| Olympique de Marsella | Francia | 1999 - 2001 | 31       | 0     |
| AC Ajaccio            | Francia | 2001 - 2006 | 117      | 0     |
| CS Sedan              | Francia | 2006 - 2007 | 9        | 0     |
| EA Guingamp           | Francia | 2007 -      | 44       | 0     |

## Palmarés
EA Guingamp
- Copa de Francia: 2009

- Datos: Q3502119